# 吉岡彌生
吉岡 彌生（よしおか やよい、新字体 : 吉岡 弥生、1871年4月29日〈明治4年3月10日〉 - 1959年〈昭和34年〉5月22日）は、日本の教育者、医師。位階は正五位。勲等は勲二等。東京女医学校（現・東京女子医科大学）創立者。東京女医学校校長、東京女子医科大学学頭、至誠会会長などを歴任した。旧姓は鷲山（わしやま）。

## 概要
東京女子医科大学の前身である東京女医学校、東京女子医学専門学校を創設し、女性医師の養成や医学の教育・研究の振興に尽力した。津田梅子（津田塾大学創立者）、安井てつ（東京女子大学創立者）、鳩山春子（共立女子学園創立者）、跡見花蹊（跡見学園創立者）、下田歌子（実践女子学園創立者）、横井玉子（女子美術大学創立者）などと並ぶ、日本の女子教育の基盤づくりに活躍した女性教育者である。
また、日本女医会の会長、教育審議会委員、日本医師会参与、厚生省顧問などの公職も歴任した。

## 来歴

### 生い立ち

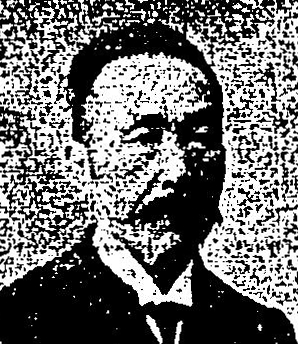
彌生の父である鷲山養斎

遠江国城東郡土方村（現：静岡県掛川市）に、漢方医・鷲山養齋の二女として生まれる。1889年（明治22年）に上京し、済生学舎（現：日本医科大学）に入学した。当時の済生学舎は、入学試験がなく女子も入学できる医術開業試験（現:医師国家試験）のための最も古い私立医学校であった。
1892年（明治25年）、内務省医術開業試験に合格し、日本で27人目の女医となる。
1895年（明治28年）にドイツ留学を目指して再上京し、昼間は開業をしながら夜はドイツ語を教える私塾・東京至誠学院に通学。同年10月に、同学院院長の吉岡荒太と結婚した。

### 学校設立
1900年（明治33年）、済生学舎が女性の入学を拒否したことを知り、同年12月5日、日本初の女医養成機関として東京女医学校を設立した。1912年（明治45年）に東京女子医学専門学校に昇格、1920年（大正9年）に文部省指定校となり、卒業生は無試験で医師資格が取れるようになった。
1928年（昭和3年）ホノルルで開かれた第1回汎太平洋婦人会議に日本女医会の代表として出席し、1937年（昭和12年）には女性初の内閣教育審議会の委員に任命された。

### 戦時中
太平洋戦争中、「婦人国策委員第一号」他、愛国婦人会評議員、大日本連合女子青年団長、大日本青年団顧問、大日本婦人会顧問など要職に就き、多数の青年・婦人の戦争協力を指導。空襲後、疎開。

### 戦後
戦後、東京に戻り学校の再建に取り組むが、戦争に直接協力させられた国立病院や日赤病院で相次いで労働組合が結成され、東京女子医学専門学校でも教授会をつくることさえ許さなかった吉岡一族の独裁的な専制支配に対して、教授陣が民主化に基づく団結を訴えた。だが、彼らは吉岡弥生によって弾圧され、退職させられてしまった。これに抗議する学生達は、校長吉岡弥生の禁止命令を無視して自治会を結成し、民主化闘争に突入した。教職員の側も弾圧にひるまず、教授等を先頭に組合結成の動きが活発化した。この動きに対して、吉岡弥生は教職員を集めた朝礼の席で「組合の結成を認めるような法律は、私が国会に出て改めてやる」と豪語した。こうした態度に気押されて組合結成の動きも一時下火になったが、全国で盛んになった労働組合運動を受けて、1946年12月に女子医専従業員組合が結成された。組合員は270名で、組織率は70％であった。
この組合結成を怒った弥生は、教授数人を首謀者と断定して辞職させた。組合は東京都労働委員会に「首切りは不当労働行為」として提訴し、結局経営側が敗訴し組合が勝利した。弥生はこの闘いの最中、戦争協力に指導的な役割を演じたために公職を追放され、学内から去った。弥生は1947年（昭和22年）から1951年（昭和26年）まで教職追放ならびに公職追放となる。
1952年（昭和27年）新制東京女子医科大学の学頭に就任。

### 晩年
1955年（昭和30年）危篤に際し、勲四等宝冠章を賜る。その叙勲の知らせで奮起し、奇跡的に回復した。
1959年（昭和34年）5月22日、世田谷区の自宅で死去。遺言により遺体は解剖に付された。死後、正五位勲二等瑞宝章を賜る。

## 顕彰
東京女子医科大学の河田町キャンパスには、吉岡の像が建立されており、吉岡の名を冠した彌生記念講堂が設置されている。また、掛川市の吉岡彌生記念館や東京女子医科大学の吉岡彌生記念室などの施設では、吉岡の資料を収集、展示している。

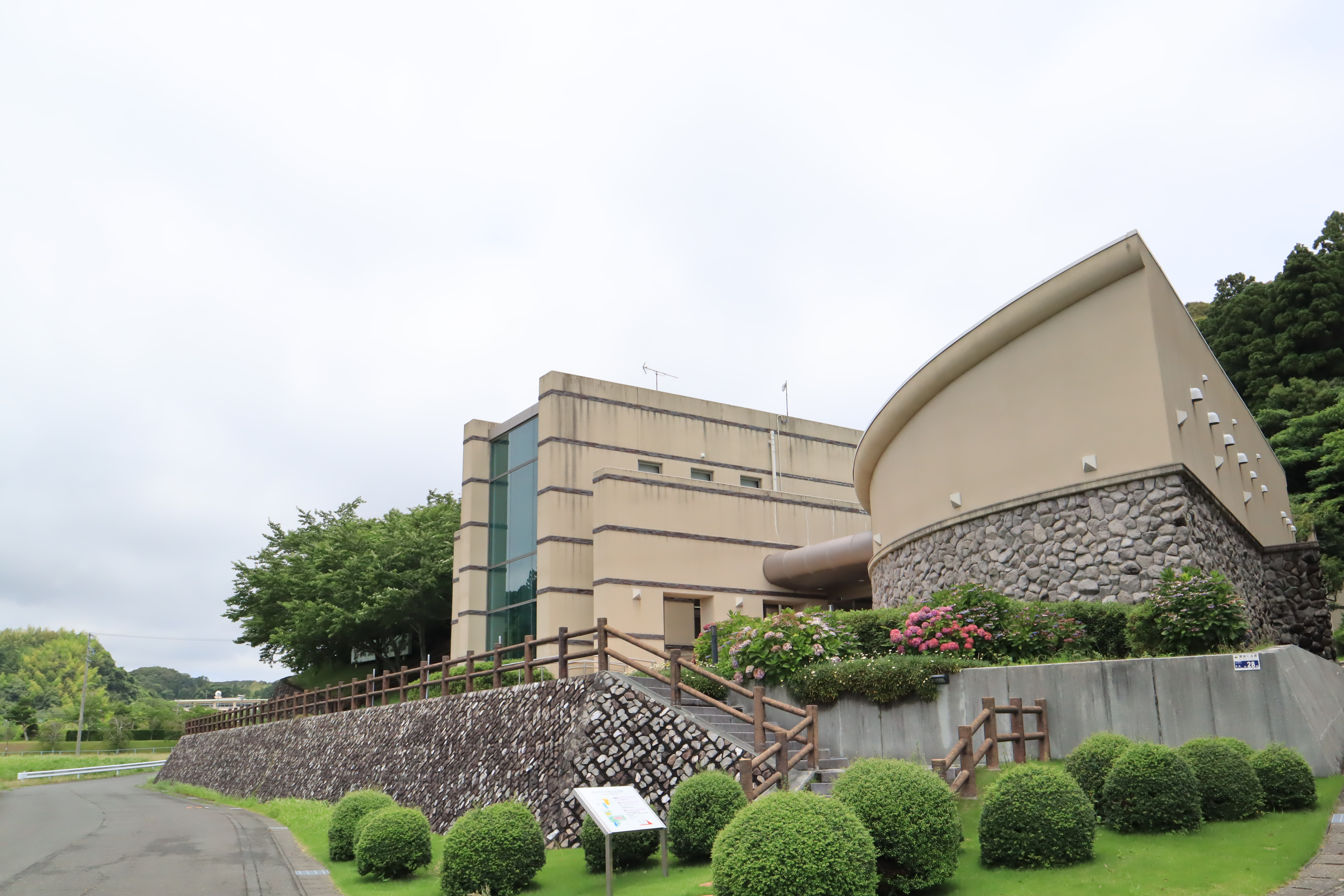
掛川市吉岡彌生記念館
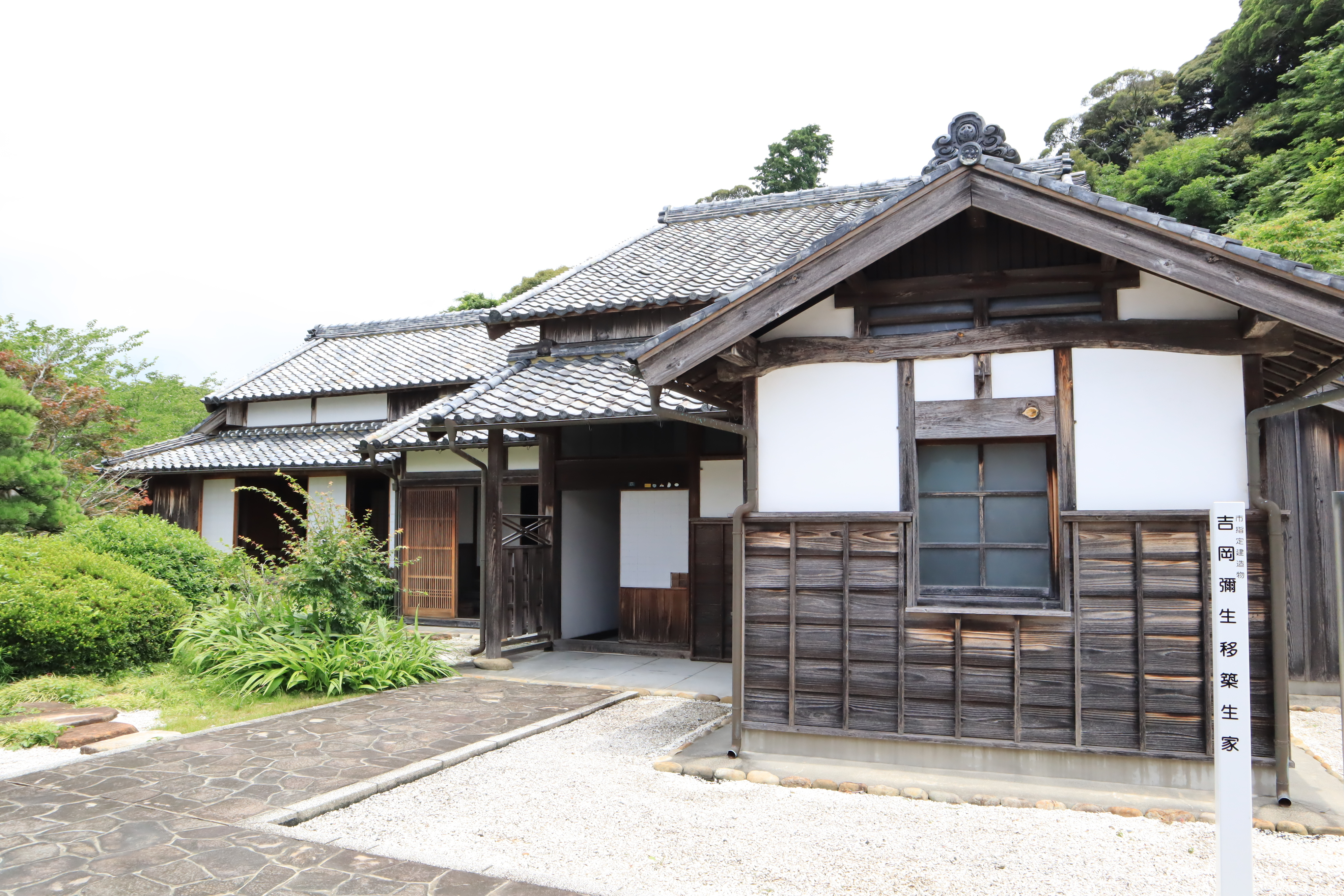
吉岡彌生移築生家
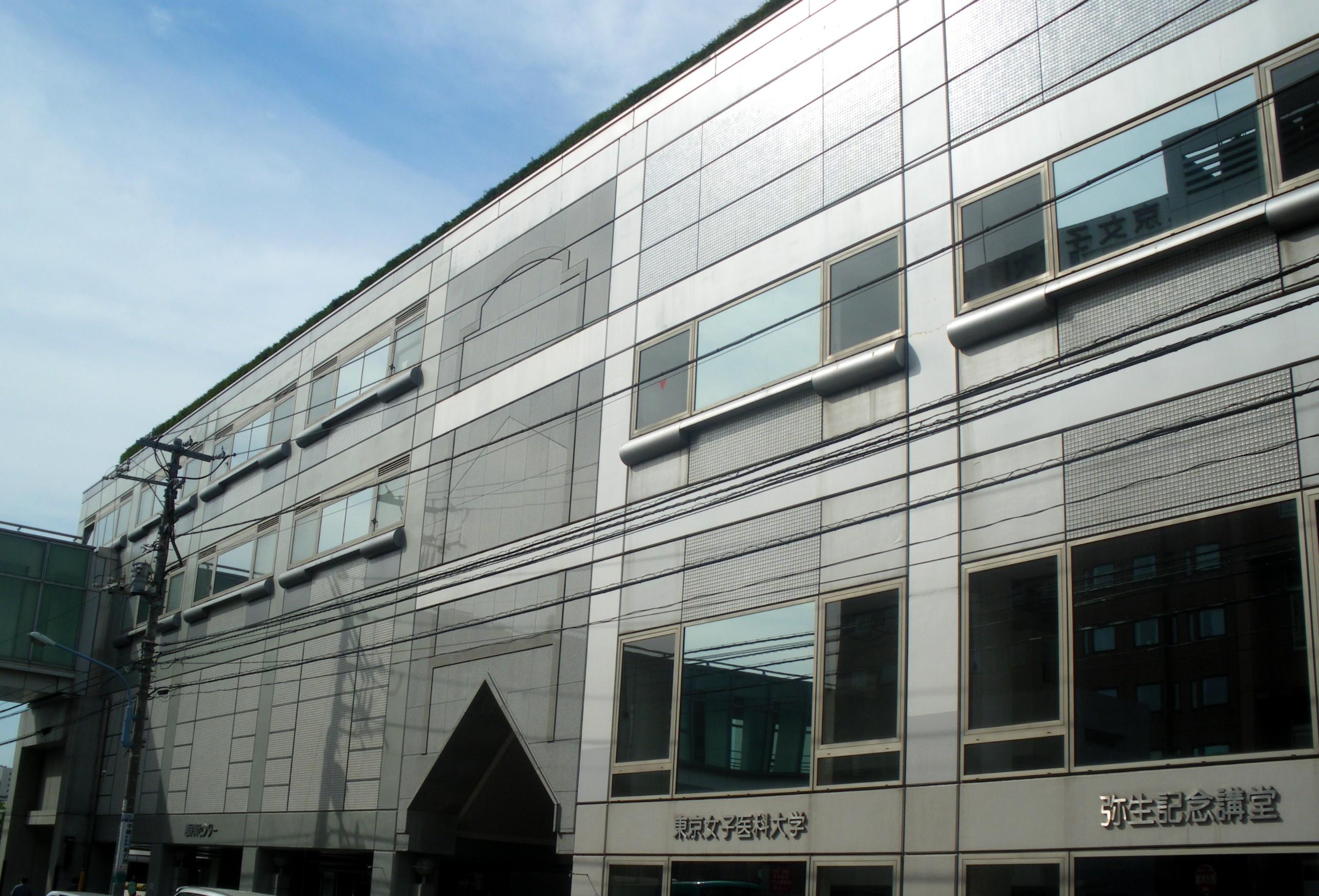
東京女子医科大学河田町キャンパス弥生記念講堂（右）

## 家族
学校法人東京女子医科大学前々理事長吉岡博光は孫。吉岡と同じく土方村出身の東京学芸大学学長鷲山恭彦は、本家筋にあたる。

## 栄典

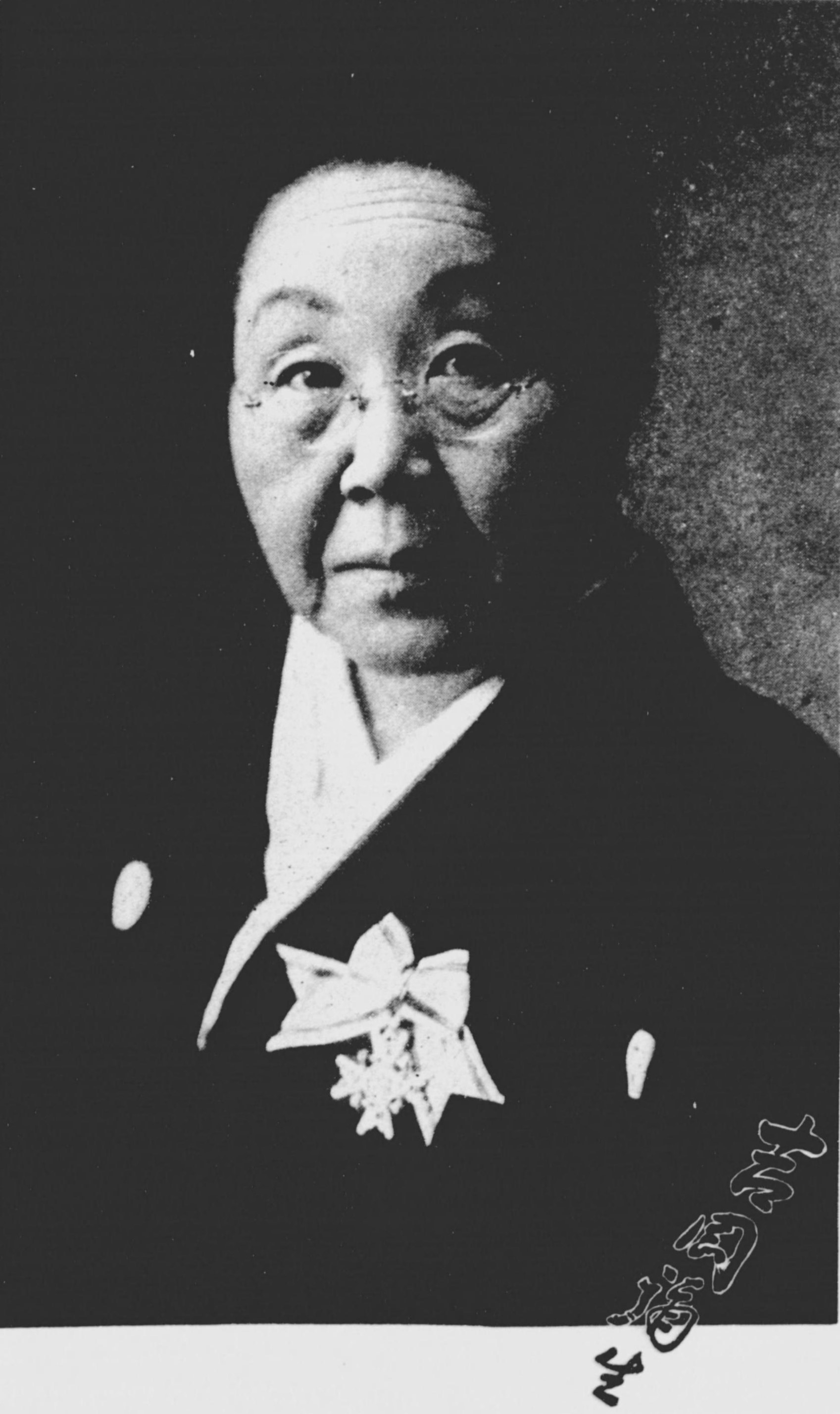
勲五等瑞宝章を佩用する1941年（昭和16年）頃の吉岡。

- 大正13年（1924年） - 勲六等瑞宝章。
- 昭和15年（1940年）- 勲五等瑞宝章。
- 昭和30年（1955年） - 勲四等宝冠章。
- 昭和34年（1959年） - 勲二等瑞宝章。
- 昭和34年（1959年） - 正五位。

## 著書

### 単著
- 『和文独訳 独逸作文独修』誠之堂、1900年1月。NDLJP:869514。
- 田中玲瓏 編『婦人の衛生』明治出版社、1912年10月。NDLJP:935491。
- 『家庭の衛生』婦人文庫刊行会〈家庭文庫〉、1915年12月。
  - 上笙一郎、山崎朋子編纂 編『家庭衛生』クレス出版〈家庭文庫〉、2006年7月。ISBN 9784877333263。
- 『家庭看護の栞』箒文社、1916年10月。
- 『日常衛生 若き婦人の心得』泰山房、1917年6月。NDLJP:934456。
- 『結婚より育児まで』東盛堂、1919年1月。
- 『家庭衛生 婦人一生の心得』日新閣、1919年9月。
- 『私の実験したる安産と育児』丁未出版社、1921年4月。NDLJP:934511。
  - 『安産と育児』（増補新版）丁未出版社、1930年1月。NDLJP:1048765。
- 『家庭に於ける看護の知識』東盛堂、1925年10月。NDLJP:935426。
- 『女医の将来と其使命』金原商店〈臨牀医学講座 特輯号〉、1936年1月。NDLJP:1074830。
- 『来るものゝ為に』相模書房、1937年5月。
- 『母の教育 姙娠より育児まで』富文館書店、1938年10月。NDLJP:1054919。
  - 『母の教育 姙娠より育児まで』国民書院、1940年10月。NDLJP:1054918。
- 『姙娠と安産の心得』婦女界社、1939年7月。
- 『女性の出発』至玄社、1941年5月。NDLJP:1276750。
- 『婦人に与ふ』報道出版社、1943年1月。NDLJP:1276752。
  - 『婦人に与ふ』大空社〈叢書女性論 42〉、1997年3月。ISBN 9784756802019。
- 『この十年間 続吉岡弥生伝』学風書院、1952年3月。
- 酒井シヅ 編『愛と至誠に生きる 女医吉岡弥生の手紙』NTT出版、2005年5月。ISBN 9784757141179。

### 共著
- 山脇房子、嘉悦孝子、吉岡弥生『処女より主婦になる迄』日比書院、1922年4月。
- 山脇房子、吉岡弥生、嘉悦孝子 著、処女会中央部 編『若き女子の為めに』日比書院、1926年10月。

### 選集
- 『来るものゝ為に』（編集復刻版）杢杢舎〈吉岡弥生選集 第1巻〉、2000年12月。
- 『女性の出発』（編集復刻版）杢杢舎〈吉岡弥生選集 第2巻〉、2000年12月。
- 『女医編』（編集復刻版）杢杢舎〈吉岡弥生選集 第3巻〉、2000年12月。
- 『随想編 1』（編集復刻版）杢杢舎〈吉岡弥生選集 第4巻〉、2000年12月。
- 『随想編 2』（編集復刻版）杢杢舎〈吉岡弥生選集 第5巻〉、2000年12月。
- 『近況随筆』（編集復刻版）杢杢舎〈吉岡弥生選集 第6巻〉、2000年12月。

## 伝記等
- 吉岡弥生女史伝記編纂委員会編『吉岡弥生伝』東京連合婦人会出版部、1941年9月。
  - 吉岡弥生女史伝記編纂委員会編『吉岡弥生伝』吉岡弥生伝伝記刊行会、1967年7月。
  - 神崎清『吉岡弥生伝 伝記・吉岡弥生』大空社〈伝記叢書 57〉、1989年1月。ISBN 9784872363562。
  - 吉岡弥生『吉岡弥生 吉岡弥生伝』日本図書センター〈人間の記録 63〉、1998年8月。ISBN 9784820543084。
- 高見君恵『吉岡弥生』中央公論事業出版、1960年5月。
- 竹内茂代『吉岡弥生先生と私』金剛出版、1966年8月。
- 渡辺洋子『近代日本の女性専門職教育 生涯教育学から見た東京女子医科大学創立者・吉岡弥生』明石書店、2014年11月。ISBN 9784750340975。